# Adolf Kegebein

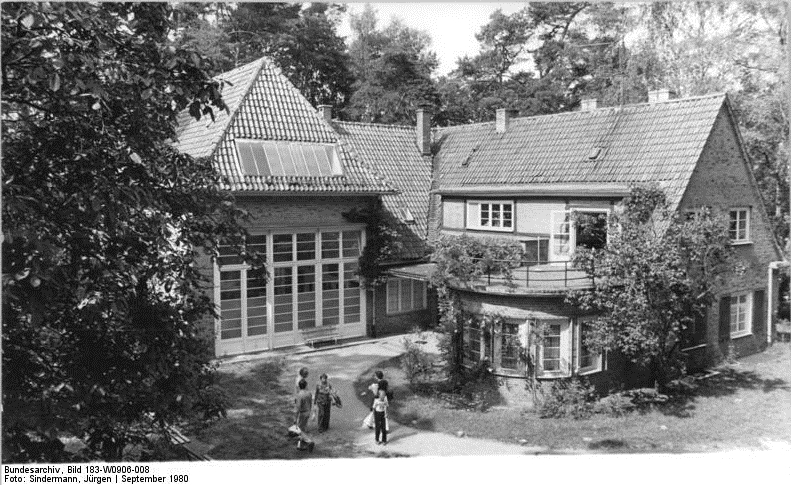
Wohn- und Atelierhaus für Ernst Barlach

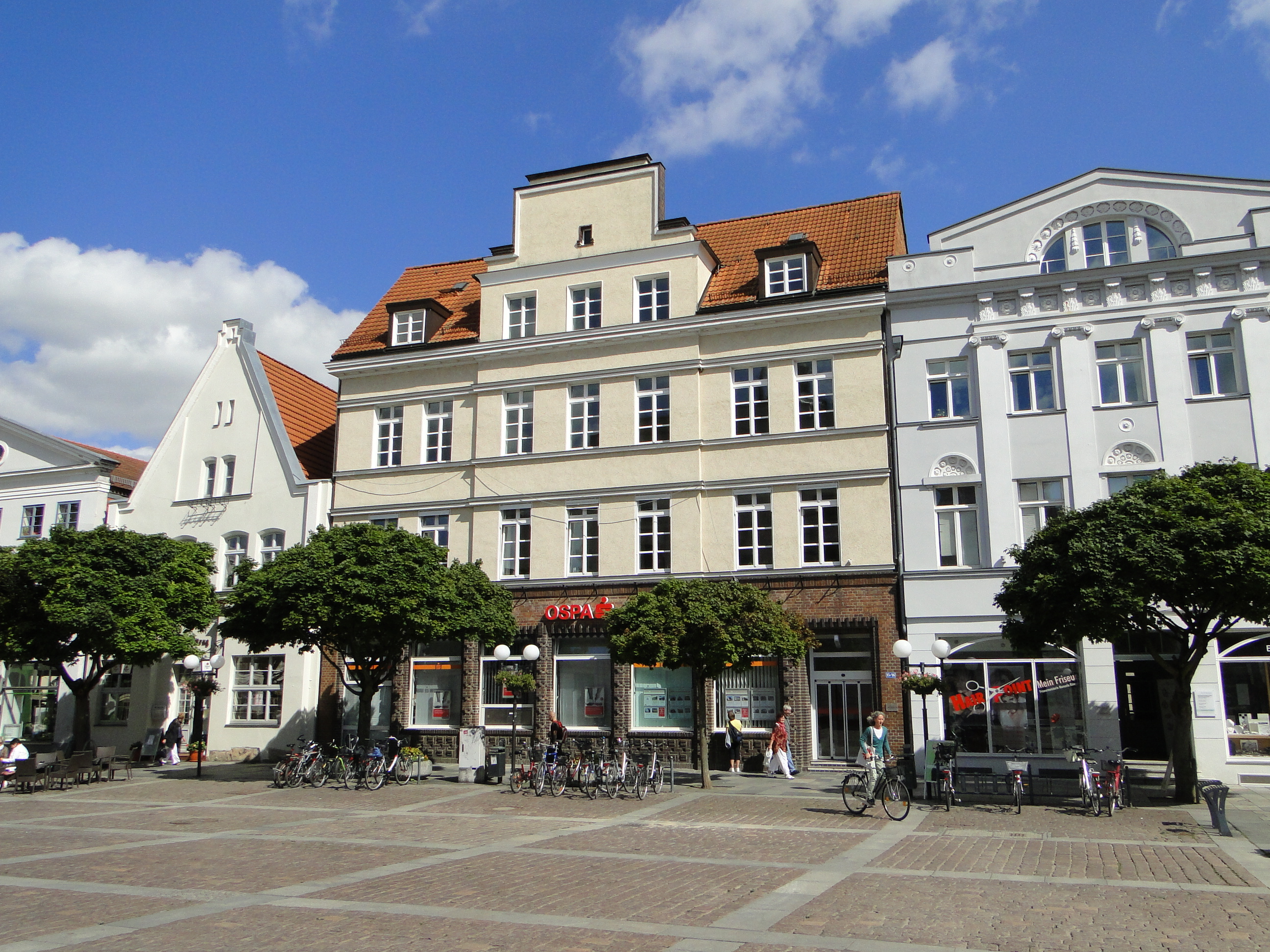
Von Kegebein geplantes Sparkassengebäude auf dem Güstrower Markt

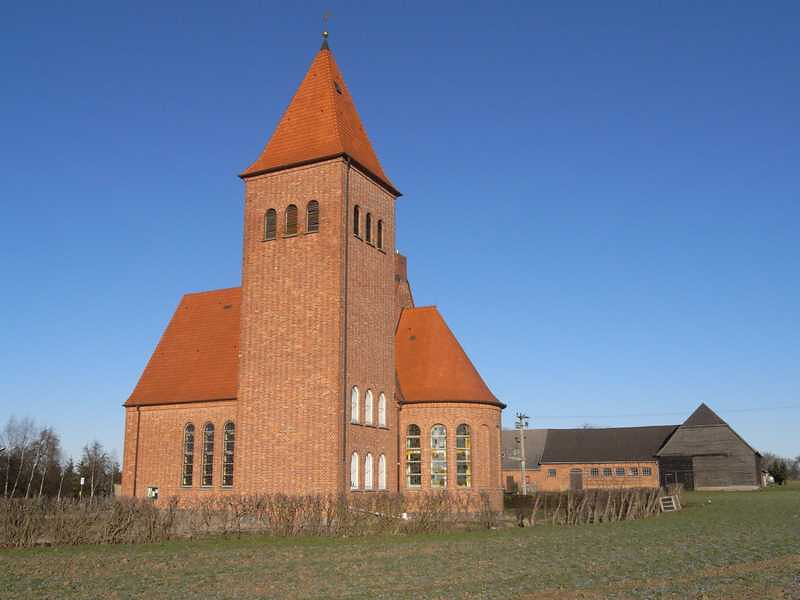
Von Kegebein geplante katholische Kirche Unbefleckte Empfängnis Mariens in Levitzow

Adolf Kegebein (* 6. Juni 1894 in Güstrow; † 1987 ebenda) war ein deutscher Architekt.

## Leben
Der Sohn eines Gastwirts besuchte zunächst eine Privatschule und dann das Realgymnasium in Güstrow. Von 1913 bis 1920, unterbrochen durch Kriegsdienst im Ersten Weltkrieg, studierte er Architektur an der Technischen Hochschule Dresden. Hier waren vor allem Hans Poelzig und Heinrich Tessenow seine Lehrer.
1924 ließ er sich als Architekt in Güstrow nieder. Hier entstanden rund 50 Wohn-, Verwaltungs- und Industriebauten nach seinen Plänen. Zu seinen Bauten gehören die Bebauung von Wallensteinstraße, Gustav-Adolf-Straße, Lange Stege, Kuhlenweg, Schondorferstraße und Fritz-Reuter-Straße, die Sparkasse am Markt und das Haus der Landesbauernschaft Am Wall Nr. 3. Sein heute bekanntestes Projekt war die Errichtung des Wohnhauses und Ateliers für Ernst Barlach am Heidberg. Von 1945 bis 1955 war er Angestellter des Ministeriums für Bauwesen. Er war am Wiederaufbau von Heiligendamm und bei der Errichtung der Nachkriegsbauten der Universität Rostock beteiligt. Auch die Friedhofskapelle in Teterow und die katholische Kirche in Lübtheen entstanden in dieser Zeit.
Kegebein lebte seit 1936 im nach eigenen Plänen errichteten Haus am Domplatz 2 in Güstrow. Viele seiner Werke sind in Aufnahmen seines Cousins, des Fotografen Berthold Kegebein, dokumentiert.